# FC Dinamo București în sezonul 1962-1963
Sezonul 1962-63 este al 14-lea sezon pentru FC Dinamo București în Divizia A. Pornită din postura de campioană, Dinamo și-a păstrat titlul, pe care l-a câștigat cu trei etape înainte de finalul stagiunii, obținând pentru a treia oară coroana de lauri a Diviziei A. A încheiat cu 37 de puncte, trei mai multe decât a doua clasată, Steaua. După trofeul obținut în stagiunea trecută, Dinamo a participat în sezonul 1962-63 al Cupei Campionilor Europeni, dar a fost eliminată în turul preliminar.
Deoarece echipa se afla doar pe locul șapte pe finalul turului, antrenorul Angelo Niculescu a fost înlocuit cu un tandem alcătuit din Dumitru Nicolae Nicușor și Traian Ionescu.

## Rezultate
| Divizia A | Divizia A          | Divizia A           | Divizia A | Divizia A |
| Etapa     | Data               | Adversar            | Stadion   | Rezultat  |
| --------- | ------------------ | ------------------- | --------- | --------- |
| 1         | 19 august 1962     | CSMS Iași           | deplasare | 2-2       |
| 2         | 26 august 1962     | Farul Constanța     | acasă     | 0-0       |
| 3         | 2 septembrie 1962  | Rapid București     | deplasare | 1-2       |
| 4         | 14 octombrie 1962  | Dinamo Bacău        | deplasare | 0-0       |
| 5         | 17 octombrie 1962  | Petrolul Ploiești   | acasă     | 2-1       |
| 6         | 26 septembrie 1962 | Progresul București | deplasare | 0-0       |
| 7         | 30 septembrie 1962 | UTA                 | deplasare | 1-0       |
| 8         | 7 octombrie 1962   | Minerul Lupeni      | acasă     | 4-2       |
| 9         | 28 octombrie 1962  | CS Oradea           | deplasare | 3-1       |
| 10        | 9 decembrie 1962   | Steagul Roșu Brașov | acasă     | 4-0       |
| 11        | 11 noiembrie 1962  | Steaua București    | acasă     | 2-2       |
| 12        | 13 martie 1963     | Știința Timișoara   | deplasare | 1-0       |
| 13        | 28 noiembrie 1962  | Știința Cluj        | acasă     | 0-0       |
| 14        | 2 decembrie 1962   | Viitorul București  | deplasare | 0-1       |
| 15        | 17 martie 1963     | CSMS Iași           | acasă     | 6-1       |
| 16        | 24 martie 1963     | Farul Constanța     | deplasare | 1-0       |
| 17        | 31 martie 1963     | Rapid București     | acasă     | 1-1       |
| 18        | 7 aprilie 1963     | Dinamo Bacău        | acasă     | 1-0       |
| 19        | 14 aprilie 1963    | Petrolul Ploiești   | deplasare | 1-0       |
| 20        | 21 aprilie 1963    | Progresul București | acasă     | 3-2       |
| 21        | 28 aprilie 1963    | UTA                 | acasă     | 4-2       |
| 22        | 19 mai 1963        | Minerul Lupeni      | deplasare | 2-1       |
| 23        | 26 mai 1963        | Steaua București    | deplasare | 0-0       |
| 24        | 9 iunie 1963       | CS Oradea           | acasă     | 4-0       |
| 25        | 30 iunie 1963      | Steagul Roșu Brașov | deplasare | 0-3       |
| 26        | 7 iulie 1963       | Știința Timișoara   | acasă     | 0-1       |
| 27        | 14 iulie 1963      | Știința Cluj        | deplasare | 3-3       |

| Câștigătorii Diviziei A, ediția 1962-63 |
| --------------------------------------- |
| Dinamo București Al Treilea Titlu       |

| Cupa României | Cupa României   | Cupa României     | Cupa României | Cupa României |
| Etapa         | Data            | Adversar          | Stadion       | Rezultat      |
| ------------- | --------------- | ----------------- | ------------- | ------------- |
| șaisprezecimi | 10 aprilie 1963 | CFR Roșiori       | deplasare     | 3-1           |
| optimi        | 15 mai 1963     | Dinamo Bacău      | Brașov        | 6-5           |
| sferturi      | 27 iunie 1963   | Petrolul Ploiești | Brașov        | 0-2           |

| Legendă    |
| ---------- |
| victorie   |
| egal       |
| înfrângere |

## Cupa Campionilor Europeni
Tur preliminar - prima manșă
| 9 septembrie 1962 | Dinamo București        | 1 – 1 | Galatasaray Istanbul | Stadionul 23 August, București Spectatori: 30.550 Arbitru: Hristov (Bulgaria) |
| 9 septembrie 1962 | Ion Pîrcălab 71' (pen.) |       | Metin 53'            | Stadionul 23 August, București Spectatori: 30.550 Arbitru: Hristov (Bulgaria) |

| 16 septembrie 1962 | Galatasaray Istanbul               | 3 – 0 | Dinamo București | Mithat Pașa, Istanbul Spectatori: 17.466 Arbitru: Stavrev (Bulgaria) |
| 16 septembrie 1962 | Metin 4' (pen.) Ugur 51' Tarik 78' |       |                  | Mithat Pașa, Istanbul Spectatori: 17.466 Arbitru: Stavrev (Bulgaria) |

Galatasaray s-a calificat mai departe cu scorul general de 4-1.

## Echipa

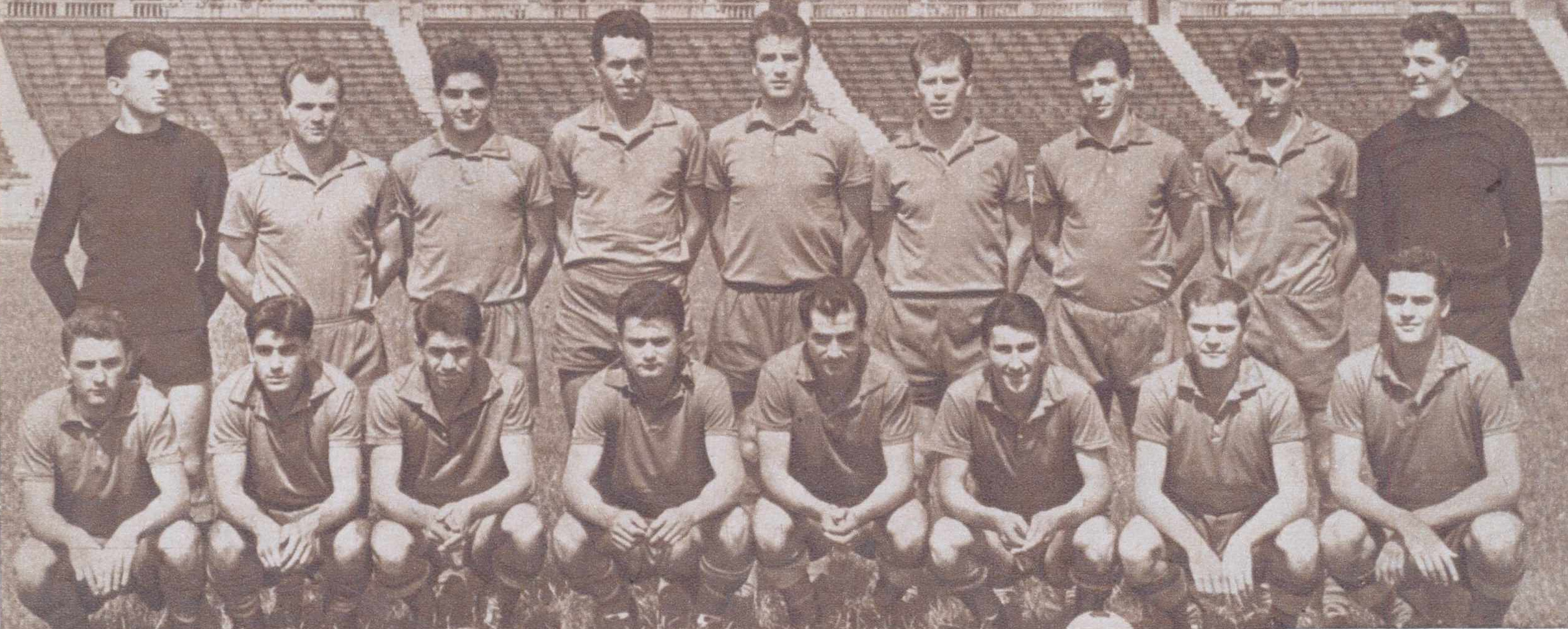
Echipa

Portari: Ilie Datcu (13 jocuri/0 goluri), Iuliu Uțu (17/0).
Fundași: Ilie Constantinescu (8/0), Dumitru Ivan (25/1), Ion Nunweiller (18/0), Cornel Popa (25/0).
Mijlocași: Vasile Alexandru (13/1), Lică Nunweiller (22/1), Constantin Ștefan (25/0).
Atacanți: Vasile Anghel (3/0), Constantin David (12/1), Haralambie Eftimie (5/3), Gheorghe Ene (19/7), Constantin Frățilă (15/9), Vasile Gergely (1/0), Nicolae Niculescu (2/0), Ion Pîrcălab (21/7), Nicolae Selymes (8/2), Ion Țîrcovnicu (24/7), Aurel Unguroiu (20/3), Iosif Varga (22/4).

### Transferuri
Singurele transferuri ale lui Dinamo au avut loc în pauza dintre tur și retur: Vasile Gergely de la Viitorul București și Nicolae Selymes de la Steagul Roșu au întărit lotul din care plecaseră Vasile Anghel la Petrolul Ploiești și H.Eftimie la Dinamo Bacău.